# The Duke of Chimney Butte
The Duke of Chimney Butte is een Amerikaanse western uit 1921 onder regie van Frank Borzage.

## Verhaal
Jeremeah Lambert verkoopt een spitsvondig apparaat dat aardappelen kan schillen, blikjes openen en spijkers uittrekken. Op een boerderij maakt hij kennis met een groepje cowboys en hij sluit zich bij hen aan. Hij krijgt een baan als beschermer van Vesta Philbrook, wier boerderij aldoor wordt overvallen door veedieven. Samen met zijn vrienden zet hij een campagne op touw tegen de dieven.

## Rolverdeling
| Acteur          | Personage        |
| --------------- | ---------------- |
| Fred Stone      | Jeremeah Lambert |
| Vola Vale       | Vesta Philbrook  |
| Josie Sedgwick  | Grace Kerr       |
| Chick Morrison  | Zoon             |
| Buck Connors    | Taters           |
| Harry Dunkinson | Jedlick          |